# Жёлтая тригла
Жёлтая тригла, или морской петух (лат. Chelidonichthys lucerna), — морская придонная рыба семейства тригловых (Triglidae).

## Описание
Максимальная длина тела — 75 см, масса — до 6 кг, максимальная продолжительность жизни — 14 лет.

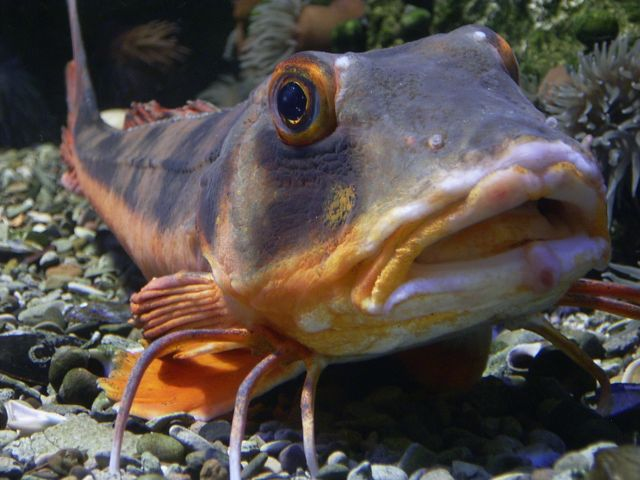
Голова и грудные плавники жёлтой триглы

Большая голова треугольной формы покрыта костными пластинками, с многочисленными гребнями и шипами, но без глубоких бороздок.
Мелкая чешуя покрывает тело, но отсутствует на груди и брюхе. Боковая линия без костных пластинок, прямая. Чешуйки боковой линии (64—75) не увеличены.
В первом спинном плавнике 8—10 колючих лучей, передний край гладкий. Во втором спинном плавнике 14—18 мягких ветвистых лучей. Спинные плавники разделены небольшим промежутком, иногда почти соприкасаются. Вдоль основания спинных плавников проходит ряд из 23—27 костных пластинок. В грудном плавнике 10—11 мягких лучей и три изолированных луча, которые служат опорой при отдыхе рыб на дне, а также помогают в поисках пищи. Грудные плавники длинные, доходят до начала или середины анального плавника. В анальном плавнике 14—17 мягких ветвистых лучей. На первой жаберной дуге 7—11 жаберных тычинок.
Пилорических придатков 8—9.
Окраска верхней части тела розовая или красно-коричневая, часто с тёмными пятнами. Бока золотистые или бурые, брюхо белое. Верхняя поверхность грудных плавников фиолетовая или голубая с красными или зелёными пятнами, края светло-голубые или красные; нижняя поверхность грудных плавников сине-зелёная с тёмно-синими пятнами и мелкими белыми точками. Спинные плавники розовые или бурые.

## Ареал и местообитания
Распространена в восточной Атлантике от Норвегии и Северного моря вдоль побережья Европы до северо-западного побережья Африки (до 20° с. ш.). Отсутствует у побережья Мадейры и Азорских островов. Встречается в Средиземном, Мраморном и Чёрном морях.
Морская придонная рыба, обитает на континентальном шельфе на глубине 20—300 м над песчаными, илисто-песчаными или гравийными грунтами. Заходит в эстуарии.

## Биология
Питается рыбами, ракообразными и моллюсками.
В Чёрном море нерестится с мая по июль, а в Средиземном — с декабря по май.

## Промысел
Промысел ведётся донными тралами. В 2000—2011 годах мировые уловы варьировали от 1,2 до 3,6 тыс. т. Реализуется в свежем и мороженом виде. Мясо очень вкусное.